# Front Nacional de Catalunya (2013)
El Front Nacional de Catalunya (FNC; en español: Frente Nacional de Cataluña) es un partido político español, conformado en Cataluña y de un prisma xenófobo e independentista, presentado públicamente en 2013. Tuvo una concejala entre 2019 y 2020 en Ripoll. En 2023 consiguió la alcaldía de la localidad de Masó. Sus principales ejes ideológicos son potenciar el catalanismo y restringir las políticas de inmigración.

## Historia
El partido se registró en 1999 con el mismo nombre que el Frente Nacional de Cataluña, disuelto en 1990. En 2013 Jordi Casacubera y Pérez, Pedro Soler y Montoliu, Miguel Ángel Rodríguez y Fernández y Moisés Fuente y Casademont presentaron públicamente el partido. Jordi Casacuberta había sido militante del Frente Nacional de Cataluña, de Estat Català, Esquerra Republicana de Catalunya, Unidad Nacional Catalana y Reagrupament. Por su parte, Pedro Soler y Miguel Ángel Rodríguez venían de militancia de Unión Democrática de Cataluña, mientras que Moisés Fuente había sido concejal de Plataforma per Catalunya en Olot y presidente territorial de dicha agrupación en Gerona.
Ante esto, antiguos militantes del FNC original hicieron un comunicado afirmando que se habían disuelto en 1990, que se había aprobado en la última Asamblea General que ningún militante usaría sus siglas en un futuro y que la ideología del nuevo FNC estaba alejada del progresismo que defendía el FNC original. Después de esto, el 27 de junio de 2014, Jordi Casacuberta y Pere Soler volvieron a presentar el partido con el nombre de Bloque Democrático Nacional en Gerona, definiéndose como socialconservadores y republicanos.
El partido quiso presentar decenas de candidaturas a las elecciones municipales de 2015, algo que finalmente no se produjo. Rechazaron participar también en las elecciones autonómicas de ese año para no dividir el voto.

### Elecciones municipales de 2019
En las elecciones municipales del 2019, el FNC presentó una candidatura a Ripoll, nuevamente con el mismo nombre que el Frente Nacional de Cataluña disuelto en 1990. Su cabeza de lista fue Silvia Orriols, seguida de Fina Guix, quien había sido concejala por CiU en la anterior legislatura. El resto de partidos presentados a los comicios (Alternativa por Ripoll, ERC, Junts per Cat y el PSC) se comprometieron a no pactar ni trabajar con las otras dos candidaturas, FNC y Somos Catalanes, porque consideraron que eran formaciones racistas, algo que el FNC negó. Obtuvieron 503 votos (un 9,44 % del total) y la cabeza de lista salió elegida concejala.
En 2020, Silvia Orriols y el resto de la sección ripollesa abandonaron el partido por discrepancias con la ejecutiva. Consideraban que la dirección del FNC tenía una posición demasiado moderada sobre los temas nacionales e inmigratorios. Silvia Orriols mantuvo el acta de concejal, por lo que el FNC se quedó sin representación.  En marzo del mismo año, Orriols funda Aliança Catalana, partido con el cual concurriría en las municipales de 2023.

### Elecciones catalanas de 2021
Para las elecciones catalanas de febrero de 2021, el FNC acordó que el presidente del Cercle Català de Negocis, Albert Pont, fuera su cabeza de lista por la provincia de Barcelona, como independiente, a los comicios.

## Resultados electorales
| Año  | Votos | %    | Concejales |
| ---- | ----- | ---- | ---------- |
| 2019 | 503   | 0,01 | 1/9069     |
| 2023 | 3529  | 0,11 | 6/9157     |

| Año  | Votos | %    | Diputados |
| ---- | ----- | ---- | --------- |
| 2021 | 5003  | 0,17 | 0/135     |
| 2024 | 264   | 0,01 | 0/135     |

| Año  | Votos | %     | Municipio | Concejales |
| ---- | ----- | ----- | --------- | ---------- |
| 2023 | 91    | 54,49 | Masó      | 4/7        |